# گروه تیسو بلکستار
گروه تیسو بلکستار (انگلیسی: Tiso Blackstar Group) شرکت رسانه‌ای در آفریقای جنوبی است، که در سال ۲۰۱۲ تأسیس شد.